# Bandeira da Espanha
A bandeira da Espanha, um dos símbolos oficiais da Espanha, juntamente com o brasão da Espanha, foi adotada a 5 de Outubro de 1981 mediante a aprovação da Lei que estabeleceu a última versão do Escudo Nacional. Anteriormente, e a partir de 29 de Dezembro de 1978, com a entrada da Constituição, confirmou-se no próprio texto constitucional a utilização de um modelo oficial formado por três faixas horizontais, vermelha, amarela e vermelha, sendo a amarela de proporção duas vezes superior às vermelhas. Até 1981 manteve-se o escudo da ditadura (com pequenas modificações introduzidas em 1977), incorporado atualmente na faixa amarela na parte esquerda.
A bandeira é popularmente conhecida como rojigualda (rojo [vermelho] e gualda [amarelo]).

## Cores
As cores da bandeira foram oficialmente definidas pelo Decreto Real Espanhol 441/1981 de 27 de fevereiro de 1981. As cores são:
| Cor e nome da cor Língua portuguesa - (Língua espanhola) | Cor e nome da cor Língua portuguesa - (Língua espanhola) | Código Hex HTML |
| -------------------------------------------------------- | -------------------------------------------------------- | --------------- |
|                                                          | vermelho                                                 | #AA151B         |
|                                                          | amarelo                                                  | #F1BF00         |

## História
Durante o regime absolutista da Monarquia Borbónica (1714-1833) coexistem três tipos de bandeiras: em primeiro lugar o estandarte real — com as suas variantes —, que era a bandeira principal da monarquia espanhola; em segundo lugar uma ampla série de bandeiras militares e, finalmente, os pavilhões da marinha de guerra e civil.
Quando Carlos III se tornou rei de Espanha em 1759 observou que tanto França, como Nápoles, como Espanha utilizavam idênticos pavilhões navais de cor branca — a cor da Casa de Bourbon —, que diferiam tão só no escudo real que tinha ao centro, facto que provocava problemas de identificação e confusão no mar entre os navios de guerra. Por esta razão ordenou ao seu secretário de estado e do despacho universal da marinha António Valdés e Fernández Bazán que lhe apresentassem alguns modelos de bandeira que fossem visíveis a longas distâncias.
Submeteram-se a concurso doze esquemas que foram apresentados ao rei. Este elegeu dois desenhos: um para os barcos de guerra e outro para os transportes mercantes. Era uma bandeira de três faixas de cor vermelha-amarelo-vermelho, na qual a banda amarela era mais larga o dobro do que as vermelhas. Sobre estas foi ordenado colocar-se as armas reais reduzidas ao quartel de Castela e Leão encimados pela coroa real. Popularmente passou a ser conhecida por rojigualda por causa das cores empregadas: vermelho e amarelo.
Após as Guerras Carlistas é publicado em outubro de 1843 um decreto real que pela primeira vez denomina de "bandeira nacional" a rojigualda, dando continuidade à utilização do quartel de Castela e Leão encimados pela coroa real. Este modelo será utilizado até à Segunda República Espanhola.

### Segunda República Espanhola
A 14 de abril de 1931, a monarquia foi derrubada e substituída pela República. A mudança de regime foi simbolizado por uma nova bandeira tricolor (vermelha, amarela e roxa), em vez da prévia bicolor vermelha e amarela, que se considerava monárquica. A bandeira republicana foi adotada oficialmente a 27 de abril e estava formada por três bandas horizontais da mesma medida, de cores vermelho, amarelo e roxo, com o escudo de armas da Segunda República Espanhola ao centro. Outra novidade foram as dimensões da bandeira na sua versão militar, já que eram mais reduzidas (1m x 1m).

### Regime Franquista
No dia 1 de abril de 1939 terminou de forma oficial a Guerra Civil Espanhola, levando o ditador Francisco Franco a conduzir o destino do país até a sua morte a 20 de novembro de 1975.
No final de agosto de 1936, a Junta de Defesa Nacional publicou o Decreto Núm. 77 que declarava: "A bandeira bicolor vermelha e de ouro restabelece-se como bandeira de Espanha", tendo servido como primeira bandeira da Espanha Nacionalista. Esta bandeira foi substituída em 1938 por uma bandeira que acrescentava ao escudo a águia mística de São João, o Evangelista. As novas armas supostamente estavam inspiradas no escudo de armas que adotaram os Reis Católicos depois da conquista de Granada.
A 11 de outubro de 1945 publicou-se uma regulação detalhada das bandeiras, que vai fixar o modelo da bandeira bicolor em uso, com uma nova versão da águia de São João. Os modelos estabelecidos neste decreto mantiveram-se até ao ano de 1977.

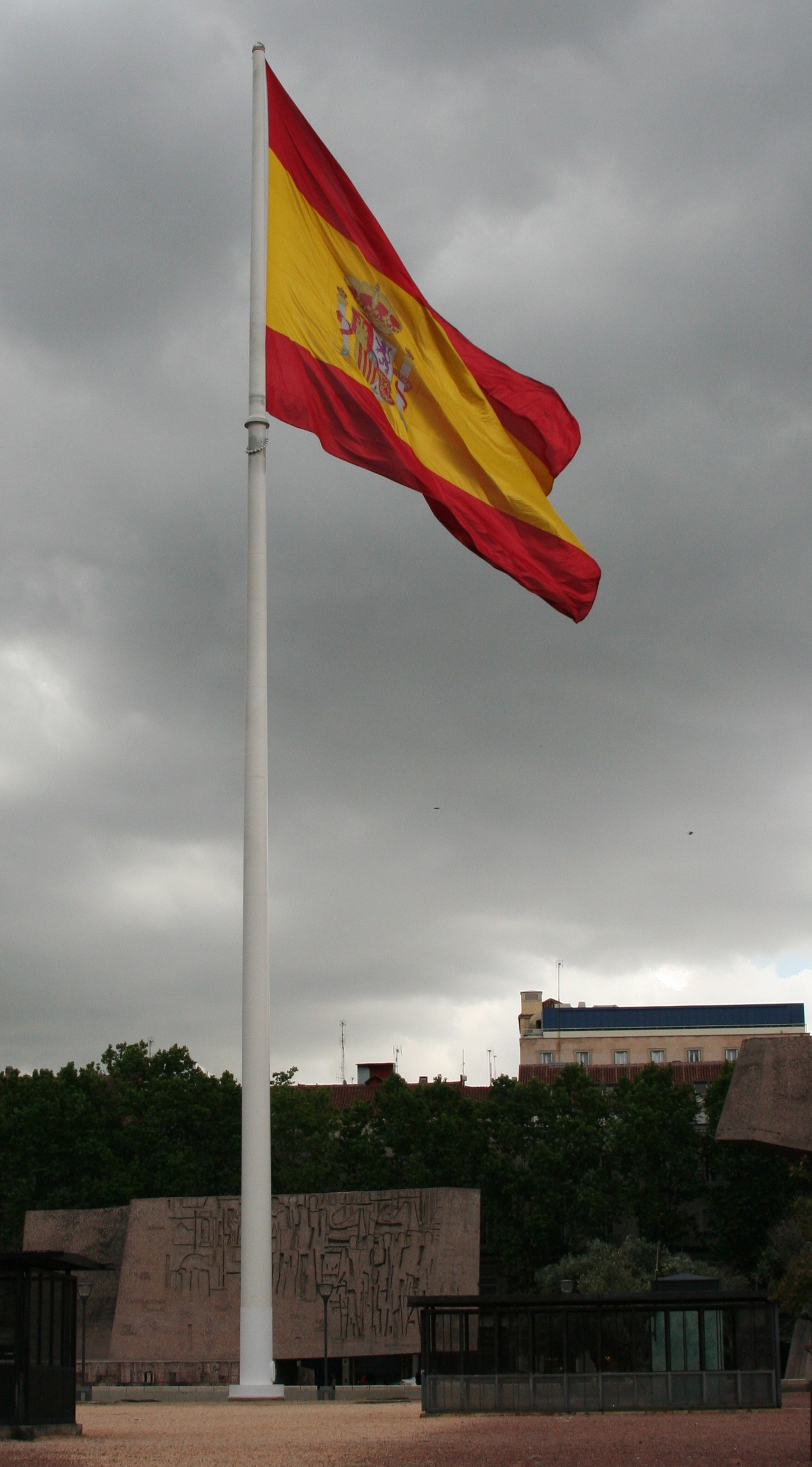
Bandeira da Espanha na Praça de Colón, Madrid. A maior bandeira da Espanha

Com a restauração da Casa de Bourbon e a subida ao trono de João Carlos I a Constituição Espanhola de 1978 especificava, no artigo 42 secção 12, que a "Bandeira de Espanha está formada por três bandas horizontais, vermelha, amarela e vermelha, sendo a banda amarela mais larga o dobro do que as vermelhas."
Finalmente, a bandeira espanhola retirou a águia e incorporou o atual escudo de armas em dezembro de 1981.

### Bandeiras históricas

Bandeira do Reino de Leão até ao séc. XIII.
Bandeira do Reino de Castela até ao séc. XIII.
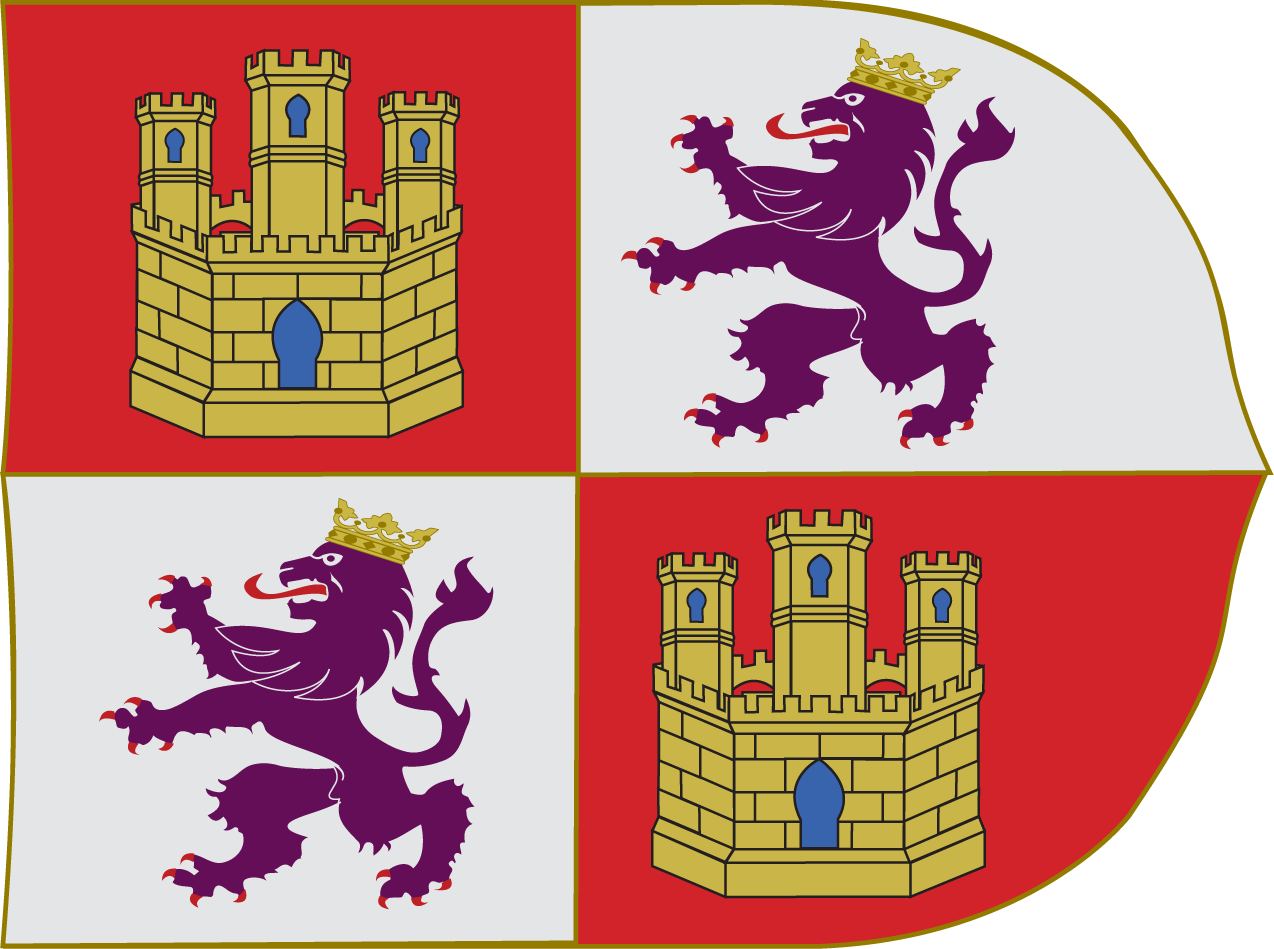
Bandeira da Coroa de Castela  (união dos reinos de Leão e de Castela) a partir do séc. XIII.
"Senyera" usada nos domínios da Coroa de Aragão desde o século XII.
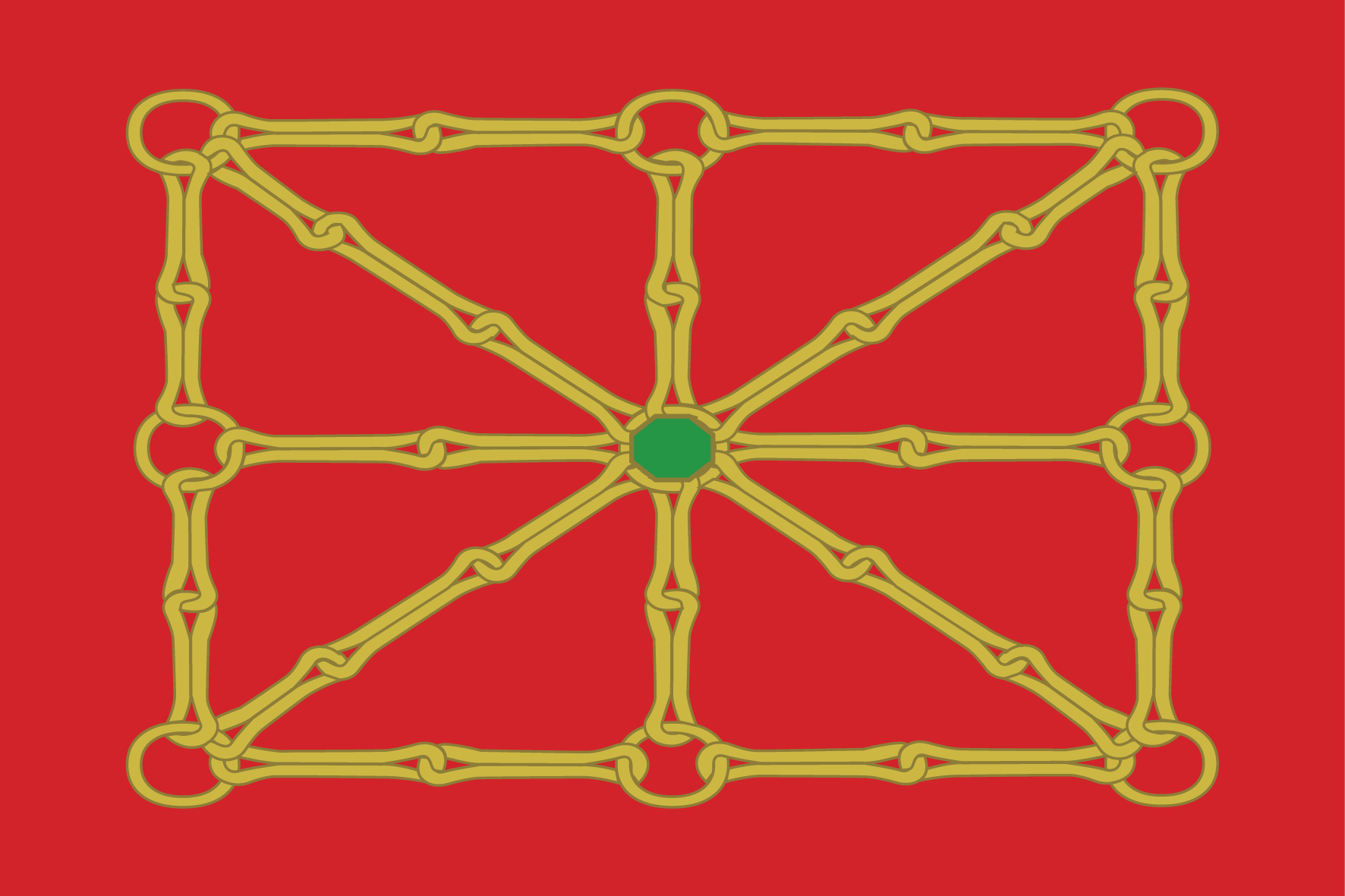
Bandeira do Reino de Navarra desde o séc. XIII.
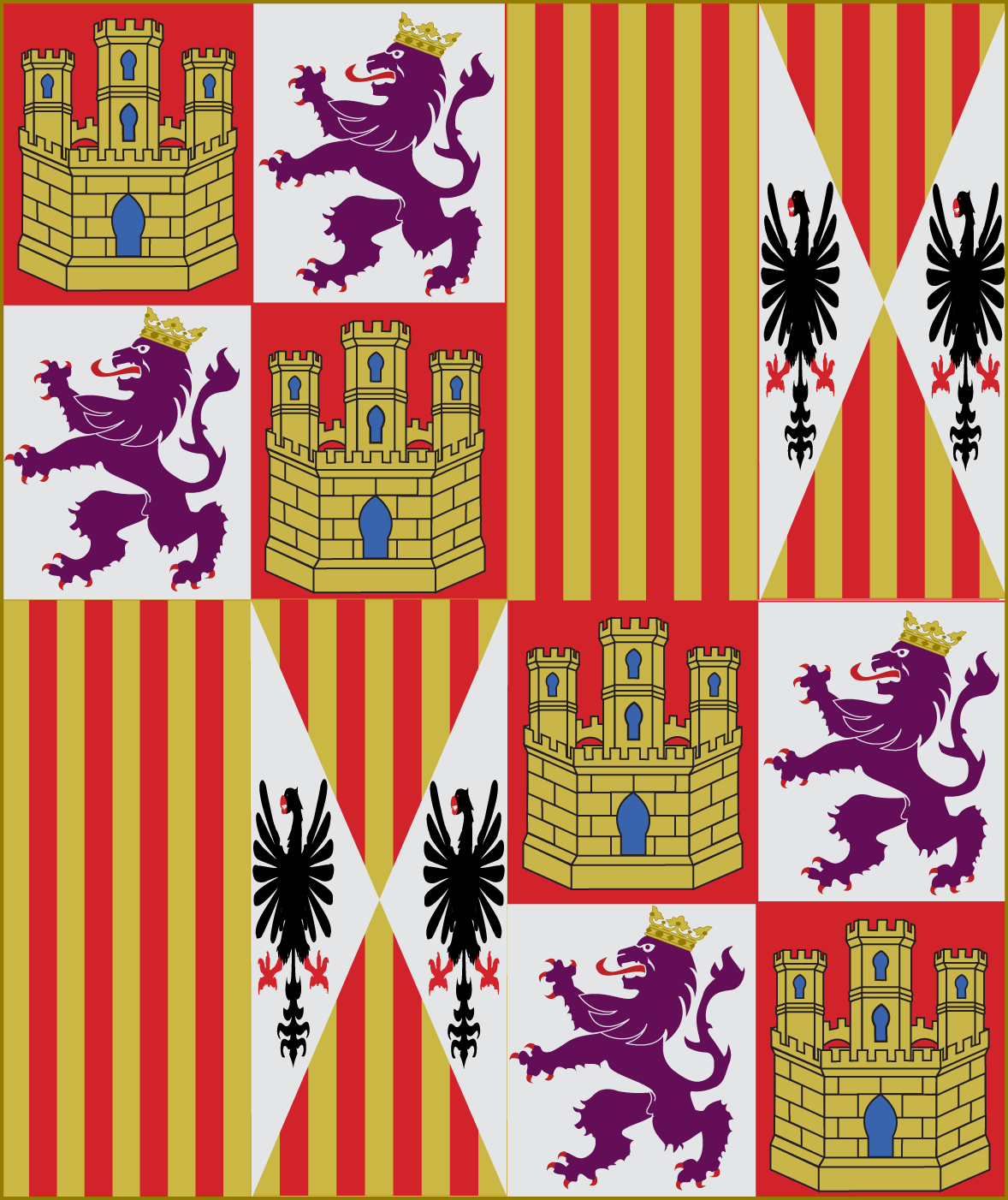
Estandarte dos Reis Católicos de 1475 até 1492.
Bandeira do Reino de Granada
Estandarte dos Reis Católicos, depois de 1492 (inclusão das armas de Granada).
Cruz de Borgonha, bandeira de ultramar primeira bandeira que representa toda a Espanha. Utilizada também como bandeira do Império Espanhol (1492-1898) e usada até 1793.
Bandeira de Gala da Armada durante 1701-1760
Bandeira de Gala da Armada durante 1760-1785, usado no Sexênio Revolucionário de 1700 a 1873
Bandeira simples da Armada durante 1701-1785
Bandeira do Vice-Reino de Nova Granada em 1717-1811 e 1816-1819
Bandeira mercante 1785-1927
Bandeira de guerra (1785–1873) e bandeira nacional (1875–1931)
Bandeira nacional durante a Primeira República Espanhola * (1873-1874) provisional
Bandeira nacional durante a Bandeira da Segunda República Espanhola de 1931 até 1939
Bandeira nacional usada pelos nacionalistas durante a Guerra Civil (1936-1939)
Regime franquista, modelo utilizado entre 1938 e 1945
Regime franquista, modelo utilizado entre 1945 e 1977
Reino da Espanha entre 1977 e 1981
Reino da Espanha desde 1981.

## Outras bandeiras vigentes

Estandarte do Rei da Espanha
Estandarte da Princesa das Astúrias
Jaque da Armada Espanhola
Bandeira para embarcações de recreio
Cocar da Força Aérea Espanhola
Bandeira nacional sem escudo (bandeira civil e bandeira mercante)